# Patrick Huber (Künstler)
Patrick Huber (* 1959 in Mannheim) ist ein in Berlin lebender deutscher Künstler und Kurator.

## Wirken
Patrick Huber besuchte zunächst von 1979 bis 1981 die Freie Kunstakademie Nürtingen und absolvierte danach von 1984 bis 1991 ein Studium der Freien Kunst an der Kunsthochschule Kassel. Von 1989 bis 2004 arbeitete er in der künstlerischen Produktionsgemeinschaft Beck/Huber mit dem Künstler Stefan Beck. Von 1993 bis 1999 war er kuratorisches Vorstandsmitglied des Kasseler Kunstvereins und 1994 bis 1999 Mitarbeiter für Bildhauerei an der Kunsthochschule Kassel. In Berlin leitete er von 1999 bis 2004 die 2yk Galerie und betreibt seit 1999 gemeinsam mit der Künstlerin Ute Lindner den künstlerischen Projektraum COPYRIGHTberlin. Seit 2013 ist er außerdem Teil der künstlerischen Leitung des Kunstsymposiums Tabakfabrik Vierraden, kunstbauwerk e. V., und ist aktuell (Stand 2022) im Vorstand des Berliner BBK.
Hubers künstlerische Werke werden international präsentiert, darunter Ausstellungen in der Berlinischen Galerie, am Labirynt Festival im polnischen Slubice, im Kasseler Kunstverein, im Centre de la Photographie in Genf, und im Torrance Art Museum USA. 
Seine Arbeiten erstrecken sich von Malerei und Zeichnung bis zur Installation und erweitern zudem Zeichnung und Malerei raumgreifend in die Dreidimensionalität. Huber ist außerdem ein Vertreter der aktuellen künstlerischen Auseinandersetzung mit der historischen fotografischen Drucktechnik Cyanotypie.
Für den Projektraum COPYRIGHTberlin, eine „interdisziplinäre Plattform für künstlerische Strategien“, erhielt Huber mit Ute Lindner 2018 einen Preis zur Auszeichnung künstlerischer Projekträume und -initiativen des Berliner Senats, und 2021 ein Recherchestipendum für Betreiber*innen von Projekträumen.

## Ausstellungen (Auswahl)
- 2021: Festiwal Nowej Sztuki | Festival Neuer Kunst | Festival of New Art | Wibracje | Vibrationen | Vibrations |Festiwal Nowej Sztuki lAbiRynT SlubicePoland
- 2021: Kolonie Wedding - Berlin Contemporary Art in Romania Centrul de Interes Cluj-Napoca Romania
- 2020: Join the Green Panther PartySchau Fenster Berlin
- 2019: LABIRYNT – Festival Neuer KunstFestiwal Nowej Sztuki lAbiRynT Slubice Poland
- 2018: CO/LAB III Torrance Art Museum - TAMTorrance, CA United States
- 2017: Blue Notes #3Copyright, Berlin
- 2016: Selbstwildnis Jahresausstellung der Dozentinnen und Dozenten, Kunsthalle Europäische Kunstakademie Trier, Trier
- 2015: Blue Notes Copyright Berlin, Berlin
- 2015: Räume, Skulpturen und andere Dinge - Jahresausstellung der Dozentinnen und Dozenten, Kunsthalle Europäische Kunstakademie Trier
- 2014: Powering Lives in Singapore Copyright Berlin, Berlin
- 2013: Jenseits von Schweden Copyright Berlin, Berlin
- 2011: #wunderkammer LAGE EGAL, Berlin
- 2010: copyright No. 8: Vom Himmel der Ästhetik und die Moral von der Geschicht Kasseler Kunstverein, Kassel
- 2010: Berlin Transfer - Junge Kunst der Berlinischen Galerie und der GASAG Berlinische Galerie Berlin
- 2007: Show room 3 Galerie Les Chantiers boîte noire, Montpellier, France
- 2006: AUTO-NOM-MOBILE Kasseler Kunstverein, Kassel

## Biennalen und Kunstmessen
- 2006: 50Jpg Triennal 200650JPG Centre de la Photographie, Genf, Schweiz
- 1996: Art Frankfurt 1996 Frankfurt/Main[2]

## Auszeichnungen
- 2018: Preis zur Auszeichnung künstlerischer Projekträume und -initiativen durch den Berliner Senat für COPYRIGHTberlin.[9]
- 2021: Recherchestipendum für Betreiber*innen von Projekträumen[10]